# Rousettus leschenaultii
Rousettus leschenaultii é uma espécie de morcego da família Pteropodidae.
Pode ser encontrado no subcontinente indiano e no sudeste asiático.